# ロビン・ライト
ロビン・ライト（Robin Wright, 1966年4月8日 - ）は、アメリカ合衆国の女優。

## プロフィール

### 来歴
テキサス州ダラスで生まれ、サンディエゴで育つ。14歳からモデルとしてパリや日本で活躍したが、高校卒業後に女優になることを決めた。
1984年にテレビドラマ『サンタ・バーバラ』に出演するようになり、3回デイタイム・エミー賞にノミネートされた。1987年公開の『プリンセス・ブライド・ストーリー』で映画デビュー。1994年公開の『フォレスト・ガンプ/一期一会』で一躍注目を浴び、ゴールデングローブ賞 助演女優賞などにノミネートされた。
2013年から公開のテレビドラマシリーズ『ハウス・オブ・カード 野望の階段』に出演し、第71回ゴールデングローブ賞のテレビ部門で女優賞（ドラマ部門）を受賞する。また、5エピソードの監督も務めた。
1996年にショーン・ペンと結婚後から芸名をロビン・ライト・ペンに改名。2010年にショーン・ペンと離婚後芸名をロビン・ライトに戻した。

### 私生活
エリック・ストルツ、ケビン・コスナー、チャーリー・シーンなどと噂になり、1986年には俳優のディーン・ウィザースプーンと結婚したが2年で離婚 。
1991年から俳優のショーン・ペンと交際（同棲）を始め、1996年に再婚。1991年に長女（ディラン・フランシス）を、1993年に長男（ホッパー・ジャック）を出産。2007年12月に離婚を申請したが、2008年4月に申請を取り下げた。しかし、再度離婚を申請し2010年7月正式に離婚が成立した。
2014年1月、俳優ベン・フォスターとの婚約を発表したが同年11月に婚約を解消する。
2018年、クレメント・ジローデと結婚。

## フィルモグラフィ

### 映画
| 年   | 題名                                                   | 役名                           | 備考                                                                       | 吹き替え                |
| ---- | ------------------------------------------------------ | ------------------------------ | -------------------------------------------------------------------------- | ----------------------- |
| 1987 | プリンセス・ブライド・ストーリー The Princess Bride    | バターカップ（きんぽうげ姫）   |                                                                            | 岩田麻衣子（Netflix版） |
| 1990 | 愛に渇いて Denial                                      | サラ                           |                                                                            |                         |
| 1990 | ステート・オブ・グレース State of Grace                | キャスリーン                   | 佐々木優子（ソフト版） 井上喜久子（テレビ東京版）                          |                         |
| 1992 | トイズ Toys                                            | グウェン・テイラー             | 佐々木優子                                                                 |                         |
| 1994 | フォレスト・ガンプ/一期一会 Forrest Gump               | ジェニー・カラン               | 佐々木優子（ソフト版） 勝生真沙子（日本テレビ版） 名越志保（フジテレビ版） |                         |
| 1995 | クロッシング・ガード The Crossing Guard                | ジョジョ                       | 種田文子                                                                   |                         |
| 1996 | モル・フランダース Moll Flanders                       | モル・フランダース             |                                                                            |                         |
| 1997 | ギルティ・オブ・ラブ Loved                             | ヘッダ                         |                                                                            |                         |
| 1997 | シーズ・ソー・ラヴリー She's So Lovely                 | モーリーン・マーフィー・クイン | 佐々木優子                                                                 |                         |
| 1998 | キャスティング・ディレクター Hurlyburly                | ダーレン                       |                                                                            |                         |
| 1999 | メッセージ・イン・ア・ボトル Message in a Bottle       | テレサ・オズボーン             | 佐々木優子                                                                 |                         |
| 2000 | 舞台よりすてきな生活 How to Kill Your Neighbor's Dog   | メラニー・マクガウェン         |                                                                            |                         |
| 2000 | アンブレイカブル Unbreakable                           | オードリー・ダン               | 佐藤しのぶ（ソフト版） 相沢恵子（テレビ東京版）                            |                         |
| 2001 | プレッジ The Pledge                                    | ロリ                           | 相沢恵子                                                                   |                         |
| 2002 | デブラ・ウィンガーを探して Searching for Debra Winger  |                                | ドキュメンタリー                                                           | 本田貴子                |
| 2002 | ホワイト・オランダー White Oleander                    | スター                         |                                                                            | 山像かおり              |
| 2003 | 歌う大捜査線 The Singing Detective                     | ニコラ／ニナ／ブロンド         |                                                                            |                         |
| 2004 | イノセント・ラブ A Home at the End of the World        | クレア                         |                                                                            |                         |
| 2005 | 美しい人 Nine Lives                                    | ダイアナ                       | 那須佐代子                                                                 |                         |
| 2005 | 追憶の街 エンパイア・フォールズ Empire Falls           | グレース                       | テレビ映画                                                                 |                         |
| 2006 | Sorry, Haters                                          | フィービー                     |                                                                            | N/A                     |
| 2006 | こわれゆく世界の中で Breaking and Entering             | リヴ                           | 井上喜久子                                                                 |                         |
| 2007 | ベオウルフ/呪われし勇者 Beowolf                        | ウィールソー                   | 玉川砂記子                                                                 |                         |
| 2008 | トラブル・イン・ハリウッド What Just Happened          | ケリー                         | 斎藤恵理                                                                   |                         |
| 2009 | ニューヨーク、アイラブユー New York, I Love You        | アンナ                         |                                                                            |                         |
| 2009 | 50歳の恋愛白書 The Private Lives of Pippa Lee          | ピッパ・リー                   | 塩田朋子                                                                   |                         |
| 2009 | 消されたヘッドライン State of Play                     | アン・コリンズ                 | 佐々木優子                                                                 |                         |
| 2009 | Disney's クリスマス・キャロル A Christmas Carol        | ベル ファン                    | ベル：諸星すみれ ファン：伊藤美紀                                          |                         |
| 2010 | 声をかくす人 The Conspirator                           | メアリー・サラット             | 西村野歩子                                                                 |                         |
| 2011 | マネーボール Moneyball                                 | シャロン                       | 田中敦子                                                                   |                         |
| 2011 | ランパート 汚れた刑事 Rampart                          | リンダ                         |                                                                            |                         |
| 2011 | ドラゴン・タトゥーの女 The Girl with the Dragon Tattoo | エリカ・ベルジェ               | 佐々木優子                                                                 |                         |
| 2013 | 美しい絵の崩壊 Adore                                   | ロズ                           |                                                                            |                         |
| 2013 | コングレス未来学会議 The Congress                      | ロビン・ライト                 | （吹き替え版なし）                                                         |                         |
| 2014 | 誰よりも狙われた男 A Most Wanted Man                   | マーサ・サリヴァン             | 山像かおり                                                                 |                         |
| 2015 | エベレスト 3D Everest                                  | ピーチ・ウェザーズ             | 山像かおり                                                                 |                         |
| 2017 | ワンダーウーマン Wonder Woman                          | アンティオペ将軍               | 深見梨加                                                                   |                         |
| 2017 | ブレードランナー 2049 Blade Runner 2049                | ジョシ警部補                   | 深見梨加                                                                   |                         |
| 2020 | ワンダーウーマン 1984 Wonder Woman 1984                | アンティオペ将軍               | 深見梨加                                                                   |                         |
| 2021 | 再生の地 Land                                          | エディ                         | 深見梨加                                                                   | 兼監督・製作総指揮      |
| 2024 | ダムゼル/運命を拓きし者 Damsel                         | イザベル王妃                   | 深見梨加                                                                   | Netflixオリジナル作品   |
| 2025 | HERE 時を越えて Here                                   | マーガレット                   |                                                                            |                         |

### テレビシリーズ
| 年        | 題名                                           | 役名                   | 備考                                                                                           | 吹き替え |
| --------- | ---------------------------------------------- | ---------------------- | ---------------------------------------------------------------------------------------------- | -------- |
| 1984-1988 | サンタ・バーバラ Santa Barbara                 | ケリー                 | 453エピソードに出演                                                                            |          |
| 2013-2018 | ハウス・オブ・カード 野望の階段 House of Cards | クレア・アンダーウッド | Season3〜；監督（全9回演出）・Season6：製作総指揮 ゴールデングローブ賞女優賞（ドラマ部門）受賞 | 深見梨加 |

## 日本語吹き替え
主に担当しているのは、以下の二人である。
佐々木優子
『ステート・オブ・グレース』（ソフト版）で初担当。主に映画デビュー初期にあたる90年代の作品を担当し、最も多く吹き替えている。
深見梨加
ドラマ『ハウス・オブ・カード 野望の階段』で初担当。以降、大半の作品を担当している。
このほかにも、山像かおり、相沢恵子なども複数回、声を当てている。